# Arkema

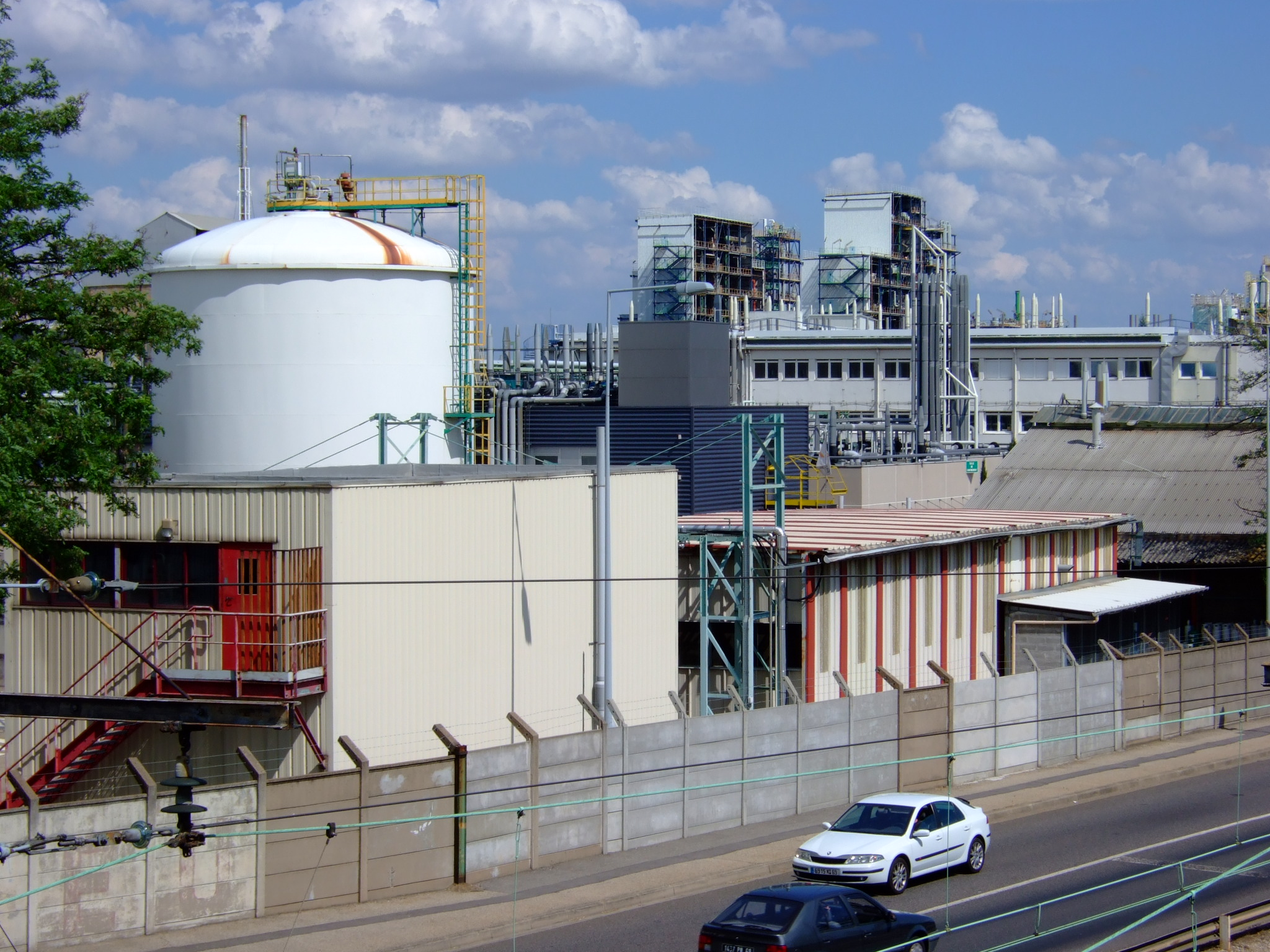
L'impianto Arkema a Pierre-Bénite, sul bordo confine settentrionale del comune.

Arkema è un'azienda multinazionale operante nel settore dell'industria chimica.
Essa è stata creata nell'ottobre 2004 attraverso la ristrutturazione e l'esternalizzazione della filiale Atofina da parte della capogruppo Total. La nuova azienda, ribattezzata "Arkema", è stata poi quotata alla borsa di Parigi il 18 maggio 2006.